# Palácio de Nynäs
O Palácio de Nynäs – em sueco:  Nynäs slott – é uma casa senhorial apalaçada, localizada na Comuna de Nyköping, na Suécia, a 25 km de Nyköping e a 30 km de Trosa.
Está situado na reserva natural de Nynäs, à qual todavia não pertence. Está aberta ao público no verão, dispondo de um restaurante. Além de proporcionar visitas ao palácio, oferece passeios pelo campo, prática de canoagem e pesca, passeios de bicicleta, visitas ao museu Långmaren, e pernoita na pousada Bränneriet.
No local do atual edifício, está mencionada uma habitação senhorial numa carta de 1328. Durante séculos foi a residência de várias famílias importantes, até ser adquirida em 1984 pelo Condado da Södermanland. A reserva natural à volta da casa senhorial é a maior da Sörmland, combinando áreas agrícolas com florestas, onde vivem javalis e veados.

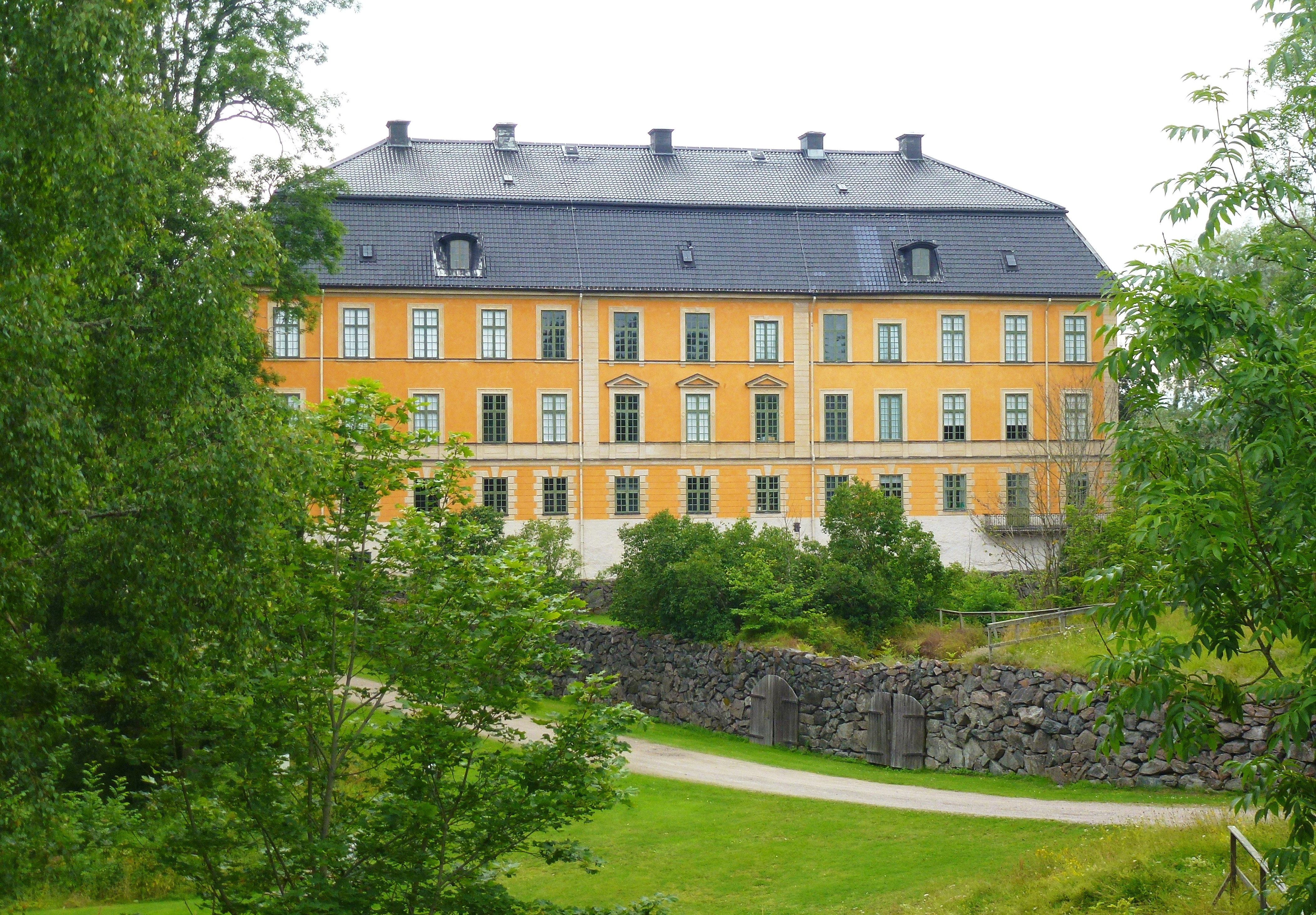
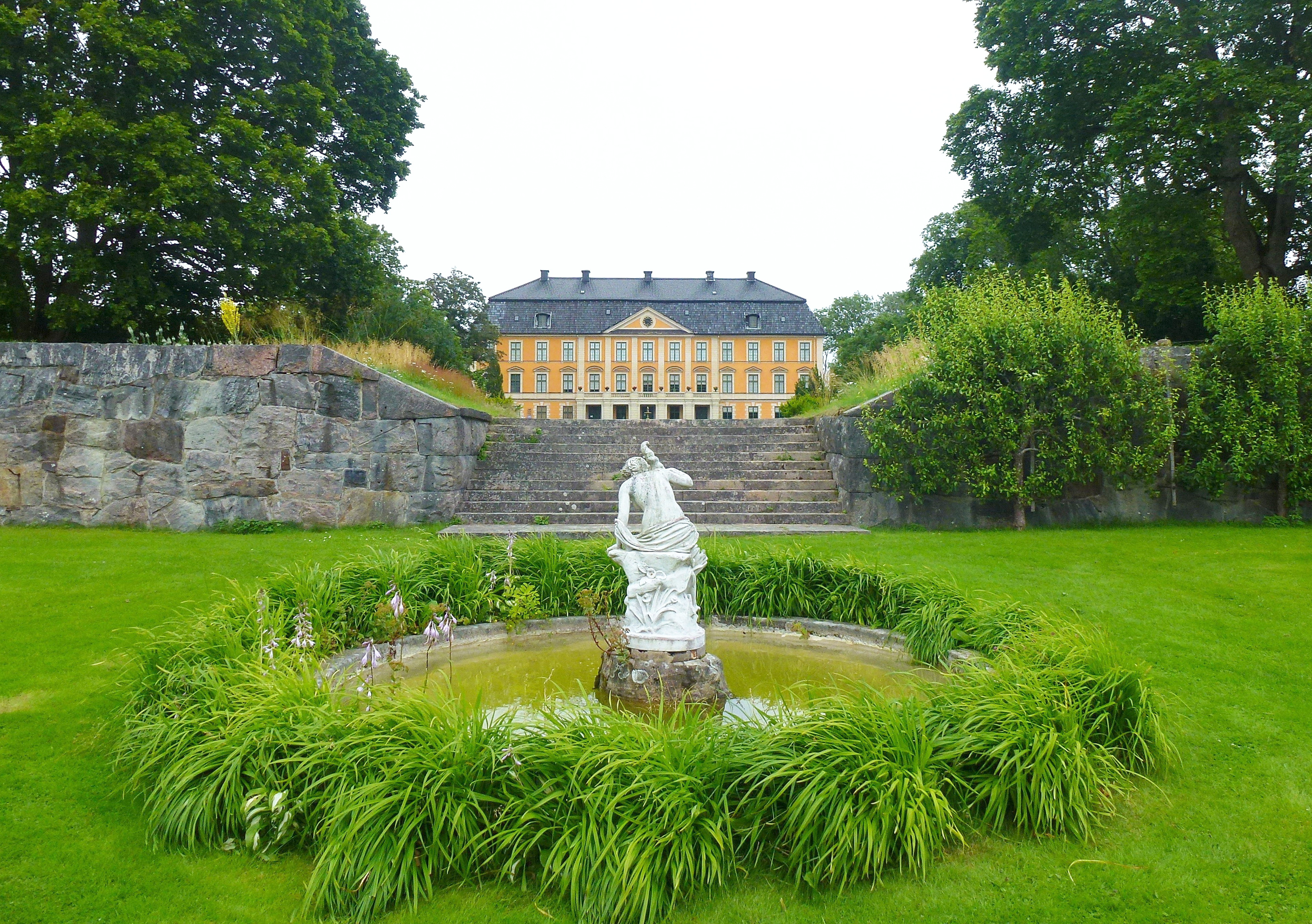
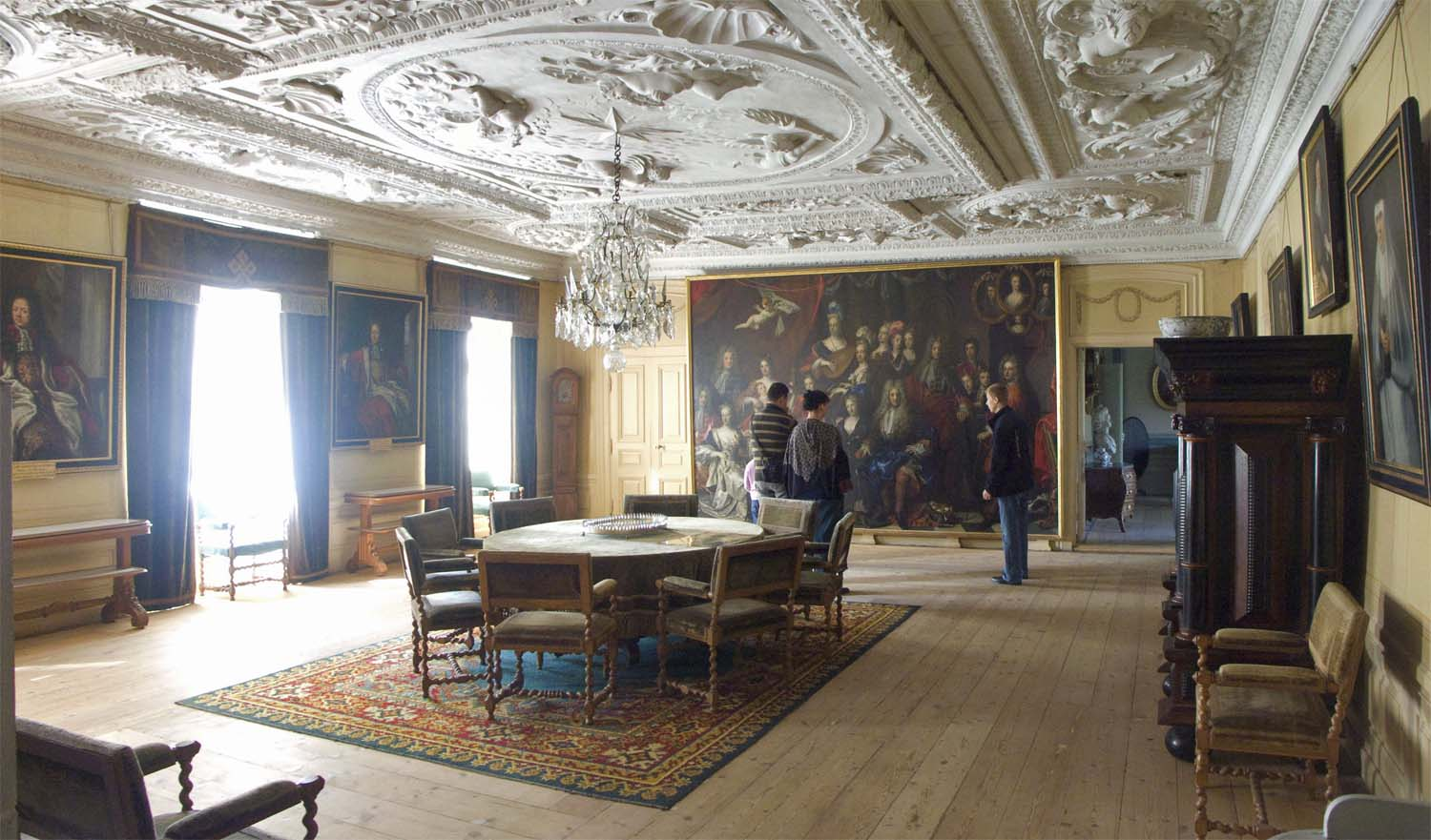
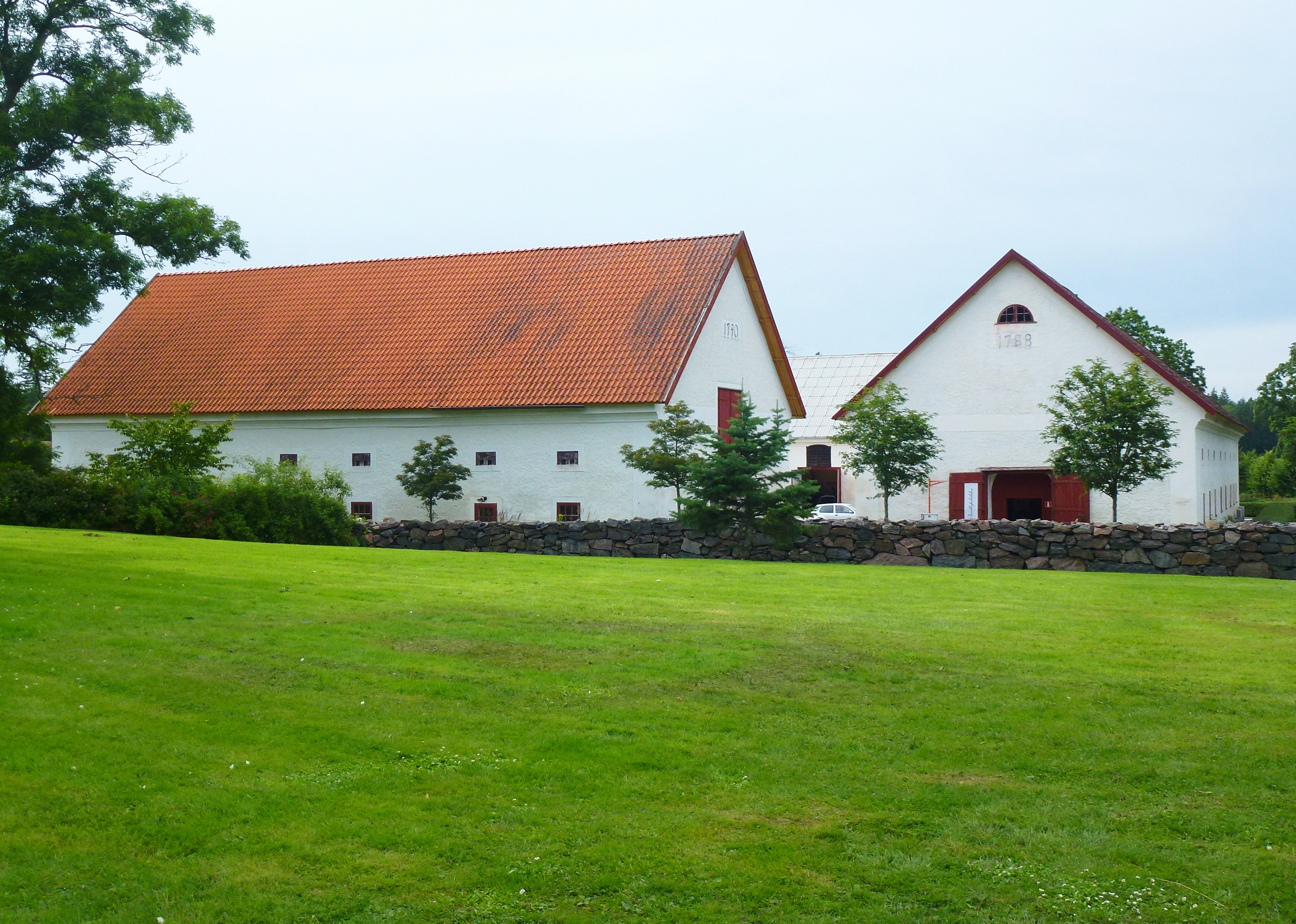
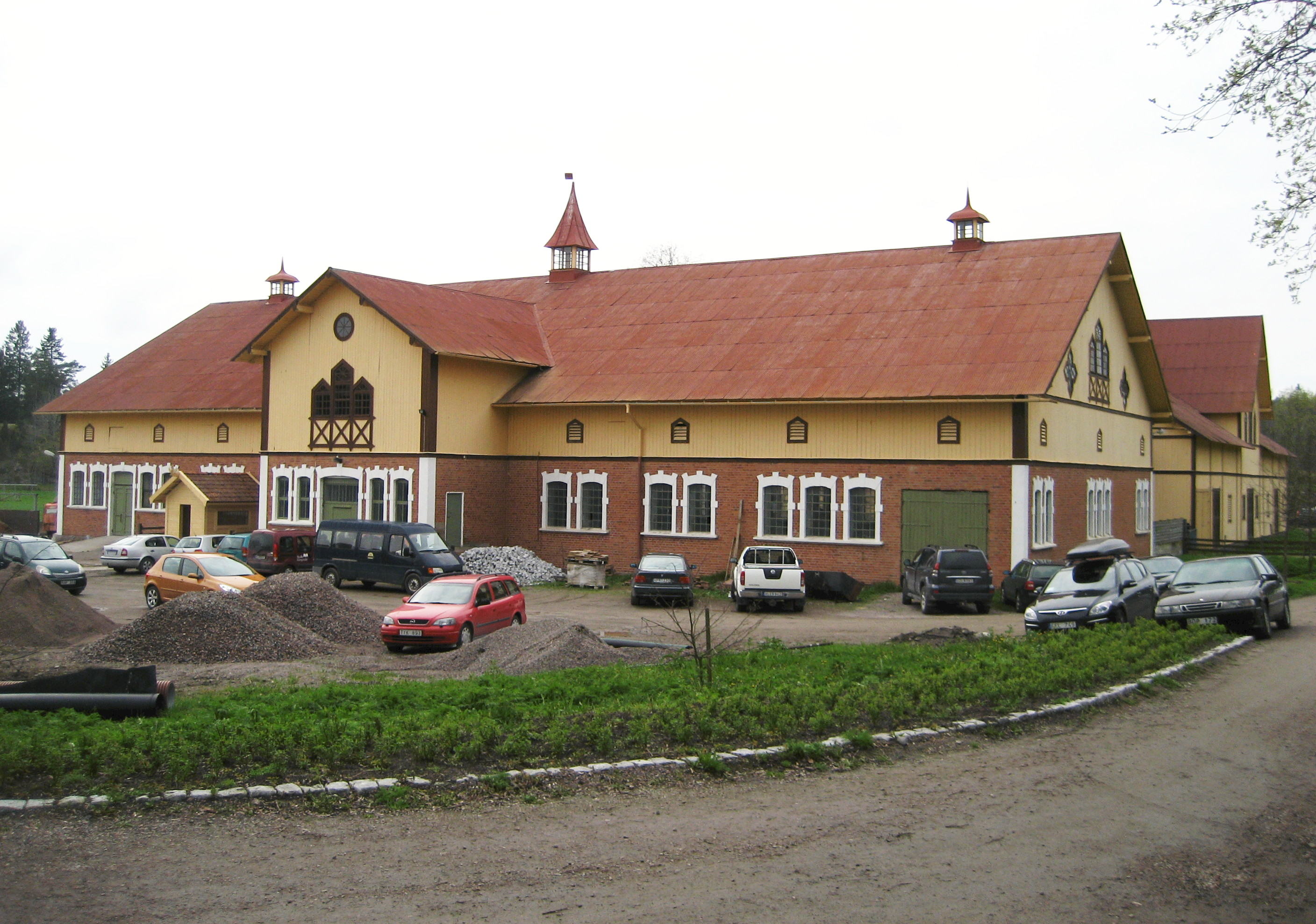
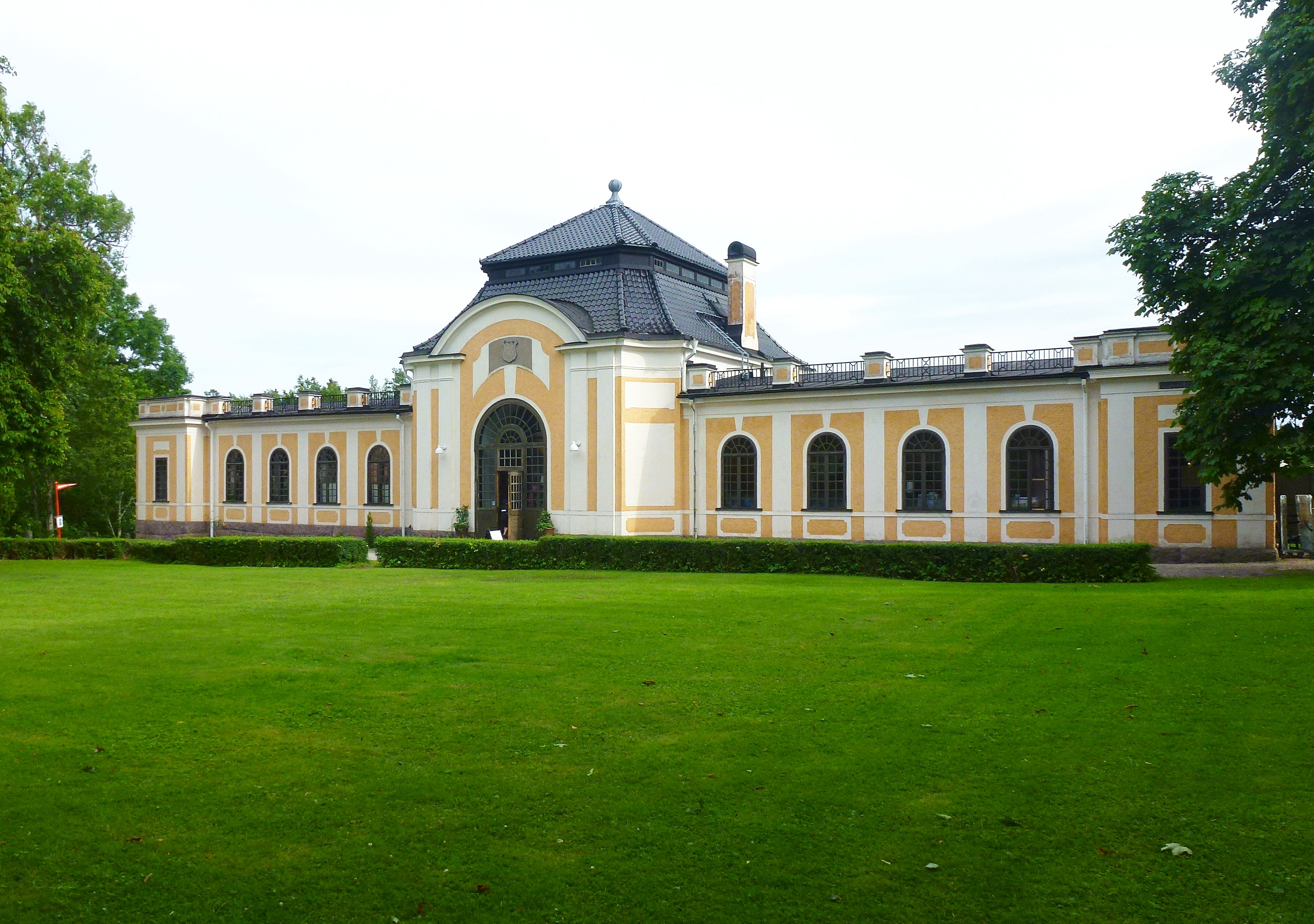